# 香檳果
香檳果（babaco）是番木瓜科的一種植物。香檳果原產於南美的厄瓜多爾等地，是山番木瓜和Vasconcellea stipulata自然雜交的產物。香檳果可生長在高海拔地區，是番木瓜科中耐寒性最強的植物。香檳果的果實呈五角形，可以食用。其果實無籽，混合了草莓、木瓜、奇異果、菠蘿的味道。現在香檳果在其原產地以外的地區也有種植。